# Александар Раковић (атлетичар)
Александар Раковић (рођен 13. априла 1968. у Нишу) је бивши репрезентативац Србије у брзом ходању и рекордер у дисциплини 50 километара. Учествовао је на три узастопне Летње олимпијске игре представљајући Србију и Црну Гору. Највећи успех постигао је освајањем 6. места, резултатотм 3:49,35 на трци у брзом ходању на 50 километара на Светском првенству у атлетици које је одржано у Гетеборгу 1995. године. На Олимпијским играма у Атланти 1996. године освојио је 11. место резултатом 3:51:31, а исти пласман поновио је на Играма у Сиднеју 2000. године резултатом 3:49:16.

## Лични рекорди
| Дисциплина                        | Време    | Место            | Датум              |
| --------------------------------- | -------- | ---------------- | ------------------ |
| Ходање на 10 километара           | 40:05.19 | Ниш              | 16. јун 1996.      |
| Ходање на 20 километара           | 1:22:12  | Подјебради       | 28. јун 1997.      |
| Ходање на 30 километара           | 2:12:29  | Сесто Сан Ђовани | 1. мај 1996.       |
| Ходање на 50 километара           | 3:48:01  | Мезидон-Канон    | 2. мај 1999.       |
| Ходање на 3000 метара (у дворани) | 11:39.5h | Хлоховец         | 29. новембар 1996. |
| Ходање на 5000 метара (у дворани) | 20:27.01 | Торино           | 13. фебруар 1991.  |